# Powermix
Powermix is een radioprogramma op de Nederlandse zender Radio 10, de huidige presentator is Dennis Verheugd. Tussen 2007 en 2013 was het programma al te horen op Radio 538.

## Radio 538
Het programma werd voor het laatst gepresenteerd door Niek van der Bruggen. Eerder werd het programma door Dennis Verheugd alias DJ Devious. Het programma werd ieder vrijdagavond uitgezonden tussen 21.00 en 22.00 uur. In dat programma werden Top 40-hits aan elkaar gemixt. Tot 2011 werd er in de volgende nacht van 2.00 tot 4.00 uur het verwante programma Powermix Reloaded uitgezonden. Ook werd naast de reguliere radio-uitzending van één uur, een extra uur uitgezonden als Podcast. Dit ter vervanging van het eerder vervallen extra uur van 22.00 tot 23.00 uur.
Bij afwezigheid van Verheugd presenteerde Jens Timmermans het programma.
Van 2 december 2011 t/m 20 januari 2012 (behalve 30 december 2011) verviel het programma Powermix. Dit vanwege de liveshows van The voice of Holland. Ook van 9 november t/m 14 december 2012 verviel het programma Powermix. Dit vanwege de liveshows van The voice of Holland.
In juli 2013 werd bekendgemaakt dat Dennis Verheugd stopt met de Powermix en Radio 538 ging verlaten. Verheugd werkte ook voor Radio 10 Gold, die ook van de 538 Groep behoort. Op 23 september 2013 verliet Radio 10 Gold de 538 Groep en verhuisde Verheugd mee naar een nieuwe zender Radio 10. Hierdoor kon Verheugd niet meer op twee radiostations tegelijk werken, waardoor hij zijn werkzaamheden op Radio 538 moest stopzetten. Op 12 juli 2013 maakte Dennis Verheugd zijn laatste Powermix op Radio 538. Vanaf 19 juli 2013 deed Niek van der Bruggen de Powermix. Op 6 september 2013 maakte Niek van der Bruggen de laatste Powermix, omdat hij ging overstappen naar Q-music. Dit betekent dat ook de postcast werd opgeheven. Op 13 september 2013 nam Wessel van Diepen dit tijdstip over voor het nieuwe programma Global Dance Chart.

## Radio 10
Op 14 augustus 2018 werd bekend dat de Powermix terugkeert op de radio, met wederom Dennis Verheugd als presentator. De eerste uitzending is sinds 7 september 2018 te horen op Radio 10, het accent ligt vooral op (club-) classics.